# Provincia Gegharkunik

Localizarea provinciei în Armenia

Provincia Gegharkunik (armeană Գեղարքունիք) este o provincie situată în estul Armeniei. Capitala sa este orașul Gavar.